# Wachau (Oostenrijk)
De Wachau is een toeristische regio in Neder-Oostenrijk, op zo'n 80 km ten westen van Wenen. Door deze ongeveer 30 km lange vallei tussen Krems an der Donau en Melk stroomt de Donau, die hier het Boheemse Massief doorkruist.
Er worden druiven en abrikozen verbouwd, die worden verwerkt tot respectievelijk wijn en likeuren.
Wegens zijn architecturale en agrarische geschiedenis werd de regio Wachau op de werelderfgoedlijst van de UNESCO gezet. De streek werd reeds bewoond in de prehistorie. Bekende toeristische trekpleisters in de streek zijn Melk, met een beroemd Benedictijns klooster; Krems, Dürnstein, een plaats aan de Donau met een barokke kerk en een ruïne; kasteelmuseum Aggstein in de gemeente Schönbühel-Aggsbach en Spitz.
Bij Melk en bij Krems zijn er bruggen over de Donau. Daartussen zijn er alleen drie veerpontverbindingen tussen de linker- en de rechteroever van de Donau. Een van die veerpontverbindingen is alleen voor voetgangers en fietsers.
Historisch centrum van de stad Salzburg ·
Paleis en tuinen van Schönbrunn ·
Semmeringspoorlijn ·
Cultuurlandschap Hallstatt-Dachstein / Salzkammergut ·
Stad Graz - historisch centrum en slot Eggenberg ·
Cultuurlandschap Wachau ·
Historisch centrum van Wenen ·
Cultuurlandschap Fertő/Neusiedlermeer · 
Oude en voorhistorische beukenbossen van de Karpaten en andere regio's van Europa ·
Prehistorische paalwoningen in de Alpen ·
Historische kuuroorden van Europa (Baden bei Wien) ·
Grenzen van het Romeinse Rijk - De Donaulimes (Westelijk gedeelte)
- Library of Congress Control Number: sh85144494
- Nationale Bibliotheek van Tsjechië: ge230367
- Nationale Bibliotheek van Israël: 987007546379305171
- Virtual International Authority File: 315522715